# Вінченцо Петанья
Вінче́нцо Пета́нья (італ. Vincenzo Petagna; * 17 січня, 1734 — † 6 жовтня 1810) — італійський біолог і лікар. Син Антоніо Петаньї (Antonino Petagna) і Урсули Куомо (Orsola Cuomo). Спочатку вчився з метою стати єзуїтом, але пізніше зацікавився філософією і медициною, в результаті чого закінчив навчання з ступенем в медицині. В 1770 році мандрує Австрією та Німеччиною, але пізніше повертається до вивчення природничих наук. Незабаром після подорожі починає викладати ботаніку в Неаполі. Директор ботанічного саду монастиря Монте Олівето (Monte Oliveto).
На його честь названа рослина Petagnaea gussonei (Petagnaea gussonei).